# Mitt stora feta syrianska bröllop
Mitt stora feta syrianska bröllop är en dokumentär/realityserie som sändes i TV3 under hösten 2011. Serien handlade om bröllop bland assyrier/syrianer i Sverige.
- Eduardo Moretti
- Layla Moretti
- Amanda Kato Ghanem
- Omar Ghanem
- Afram R. Mourad
- Valentina Gebrail Makdissi Mourad
- Rani Malk-Bko
- Juliana Asmiralda Daoud
- Gabriel Chammas
- Fojan Moradi Chammas